# Australentulus orientalis
Australentulus orientalis är en urinsektsart som beskrevs av N. Ramachandra Prabhoo 1972. Australentulus orientalis ingår i släktet Australentulus och familjen lönntrevfotingar. Inga underarter finns listade.